# Chart.js
Chart.js es una biblioteca JavaScript gratuita de código abierto para la visualización de datos, que admite 8 tipos de gráficos: 
1. barra
2. línea
3. área
4. circular 
5. burbuja
6. radar
7. polar
8. dispersión. 
Creado por el desarrollador web con sede en Londres Nick Downie en 2013, ahora es mantenido por la comunidad y es la segunda biblioteca de gráficos JS más popular en GitHub por la cantidad de estrellas después de D3.js, considerada significativamente más fácil de usar aunque menos personalizable que esta. Chart.js se representa en HTML5 Canvas y está ampliamente considerado como una de las mejores bibliotecas de visualización de datos. 
Está disponible bajo la licencia MIT.
- Datos: Q83624620